# Tartanet
Tartanet è una rete organizzata tra i ricercatori e gli operatori impegnati nello studio e nella tutela della tartaruga comune (caretta caretta), la più comune tartaruga del Mediterraneo; questa rete organizza svariati centri recupero su tutto il territorio nazionale.
Le finalità del progetto sono la tutela della specie Caretta Caretta, una banca dati nazionale, un servizio di pronto intervento tartarughe, e un piano di riduzione delle interazioni con le attività di pesca professionale.
Il progetto è reso possibile grazie al programma Life Natura della Commissione europea e vede la partecipazione di 30 partner, guidati dal CTS Ambiente.

## La rete
La rete tartanet organizza un insieme di 14 centri recupero su tutto il territorio italiano, e programma la messa in opera di altri 5 centri. I centri attualmente attivi sono indicati di seguito.

### Asinara
Il centro è situato nella zona meridionale dell'isola omonima.Si occupa del recupero e della cura delle tartarughe marine in difficoltà; una volta guarite, le tartarughe vengono poi rilasciate nel loro ambiente naturale equipaggiate con targhette di riconoscimento per seguirle nei loro spostamenti. Vi lavora uno staff specializzato composto da un biologo; un veterinario che segue tutte le fasi del ricovero e della degenza, e da un operatore di supporto. Il centro dell'Asinara esegue, in collaborazione con università italiane, studi e ricerche sul comportamento, l'ecologia e l'habitat della tartaruga marina.

### Brancaleone
Si trova nel comune di Brancaleone, sul versante jonico della costa calabra in provincia di Reggio Calabria. La vicina spiaggia rappresenta l'ambiente ideale per la deposizione delle tartarughe marine, qui si trova infatti uno dei siti di nidificazione più regolari e produttivi di Caretta caretta: nel 2005 dagli 11 nidi scavati nella spiaggia di Brancaleone sono nati circa mille piccoli. Il Centro di Brancaleone effettua il monitoraggio dei siti di nidificazione, il recupero e la cura degli esemplari catturati accidentalmente e, con il coinvolgimento dei pescatori, conduce la sperimentazione e l'applicazione di sistemi di pesca a basso impatto.

### Cattolica Eraclea
Il centro, ospitato all'interno di un più vasto Centro Recupero Fauna Selvatica nell'entroterra agrigentino, è operativo tutto l'anno e si avvale di uno staff costituito da un veterinario responsabile a cui è affidata la direzione sanitaria, da un veterinario di supporto e da un biologo esperto in tartarughe marine. La struttura si sviluppa su tre livelli ed è circondata da un'area esterna dove sono ubicate le voliere per il recupero degli uccelli. Il Centro è anche un importante nodo per lo svolgimento del programma di azioni di informazione, formazione e sensibilizzazione e costituisce un punto di riferimento per i pescatori, le popolazioni locali e i turisti che in estate frequentano questa località.

### Comiso
Il Centro Regionale Fauna Selvatica e Tartarughe Marine di Comiso, del Fondo Siciliano per la Natura - Onlus, autorizzato dall'Assessorato Regionale Agricoltura e Foreste nel 2000, ha azione di coordinamento regionale, di monitoraggio e banca dati centralizzata delle tartarughe marine che svolge in collaborazione con le Capitanerie di Porto della Sicilia e le sue strutture periferiche site in ogni provincia. È un vero e proprio ospedale per animali selvatici. Gli esemplari che vengono soccorsi sono fra i più diversi, dai rapaci diurni a quelli notturni, uccelli acquatici, altri uccelli più piccoli che popolano le campagne e le città, ai mammiferi, agli anfibi, alle tartarughe terrestri, di palude e quelle marine. Nel Centro pervengono anche animali esotici rinvenuti abbandonati come iguane, camaleonti, pitoni, etc., ed interviene anche nel soccorso di cetacei spiaggiati attraverso una struttura mobile. In collaborazione con l'ASP di Ragusa e con l'Università di Medicina Veterinaria di Messina il Centro dispone di un Veterinario Responsabile Sanitario e di un'équipe di veterinari, nonché di biologi e naturalisti. L'obiettivo immediato dell'attività del Centro è l'incremento delle popolazioni selvatiche attraverso azioni dirette: cura, riabilitazione e rilascio, ma anche dell'acquisizione di informazioni sulla biologia degli animali ospedalizzati e di strategie conservative più idonee per quegli animali a rischio di estinzione. Effettua il monitoraggio e protezione delle nidificazioni e la sensibilizzazione nei porti e nelle città. Di fondamentale importanza è anche l'attività di ricerca scientifica applicata svolta in collaborazione con il Museo Civico di Storia Naturale di Comiso e con vari enti di ricerca, oltre che l'attività didattica e divulgativa compiuta dalle guide ambientali. Il Centro è operativo tutto l'anno ed è gestito da personale dipendente e da volontari dell'associazione che ne garantisce l'assistenza veterinaria locale continua.

### Laguna di Nora
Il Centro Recupero cetacei e tartarughe marine Laguna di Nora si trova presso l'omonima laguna, a Pula (Cagliari) nella costa sud-occidentale della Sardegna, a 300 metri dalla città punico-romana di Nora. Si occupa dal 1993 dell'accoglienza, cura e riabilitazione di esemplari di cetacei e tartarughe marine spiaggiati e rilevati lungo il tratto costiero compreso tra Arbatax e il Golfo di Oristano. L'assistenza veterinaria è garantita da professionisti che offrono la loro collaborazione, in modo volontario, presso i propri ambulatori. Il Centro consente l'accoglienza e il trattamento riabilitativo anche quando sono necessari tempi molto lunghi di degenza o si tratti di esemplari di notevoli dimensioni.

### Lampedusa
Il Centro di Primo Soccorso per le Tartarughe è annesso al Centro Ricerca Delfini di Lampedusa, una struttura nata nell'estate 2001 dalla collaborazione tra il Dipartimento per la Conservazione della Natura del CTS e l'Assessorato Territorio e Ambiente della Provincia Regionale di Agrigento. L'attività svolta dal Centro Ricerca Delfini rientra nell'ambito del progetto LIFE NATURA DEL.TA: delfino e tartaruga protetti per la riduzione dell'interazione tra le attività di pesca e le due specie nei mari della Sicilia. Lo staff del centro opera sull'isola tutto l'anno con un monitoraggio della popolazione di Tursiops truncatus che stabilmente frequenta le acque circostanti Lampedusa.

### Linosa
Sito a poca distanza dalla piccola spiaggia della Pozzolana di Ponente a Linosa, uno degli ultimi siti di nidificazione per la tartaruga comune (Caretta caretta) in Italia. Le attività di ricerca, recupero, conservazione, informazione e sensibilizzazione del pubblico e della popolazione locale, vengono svolte dallo staff del Centro, composto da un biologo responsabile, un veterinario e diversi operatori specializzati. In particolare il Centro è la base operativa per tutte le attività di recupero, cura, analisi e rilevamento dei dati sulle tartarughe marine e per la sperimentazione di sistemi per la riduzione delle catture accidentali negli attrezzi da pesca.

### Livorno
Dal 1990 l'Acquario D. Cestoni di Livorno svolge un'attività di recupero e riabilitazione di tartarughe marine rinvenute lungo il litorale toscano. In attesa del completamento della ristrutturazione dell'acquario comunale, le attività vengono svolte all'interno del Centro Studi Cetacei, in collaborazione con altri Acquari toscani e con il Servizio Veterinario dell'A.S.L. 6 di Livorno. Nei sedici anni di attività gli interventi e i recuperi di tartarughe marine sono stati oltre duecento. Le tartarughe vive sono ospedalizzate presso le vasche del Centro Recupero per valutare le loro condizioni ed effettuare interventi e terapie specifiche in presenza di eventuali patologie. Una volta ristabiliti, gli animali vengono marcati e infine liberati a mare. Gli esemplari morti vengono recuperati, misurati, utilizzati per prelievi di campioni e necroscopie e, se in buone condizioni, conservati a fini museali.

### Oasi di Lago Salso
Il nuovo centro di recupero Legambiente per le tartarughe marine è situato all'interno dell'oasi Lago Salso, zona di antiche paludi a pochi chilometri da Manfredonia. L'area, già riserva naturale compresa nel Parco Nazionale del Gargano, è definita come sito di interesse comunitario (zona SIC) e ricopre una superficie di 541 ettari. In quest'area estesi canneti si alternano ad ampie zone di acque aperte, dov'è possibile osservare molte specie di piante e animali tipiche degli ambienti palustri. All'interno vi lavorano un naturalista, un veterinario ed un operatore, oltre ad un nutrito gruppo di volontari.

### Policoro
Il Marine Turtle Rescue Centre è situato all'interno del Circolo Velico Lucano di Policoro, nella Riserva naturale orientata Bosco Pantano. Si occupa del recupero, cura e riabilitazione delle tartarughe ed è in rete con le cooperative dei pescatori, con le motovedette della Capitaneria di Porto, dei Carabinieri e della Guardia di Finanza. L'estate 2006 è stata caratterizzata dal recupero di un esemplare di tartaruga liuto, un animale presente ma abbastanza raro nel nostro mare, di cui sono stati effettuati prelievi e misurazioni che potranno dare preziose indicazioni sulla sua biologia. Il M.T.R.C. svolge quotidianamente attività di educazione ambientale ai giovani di Policoro e dei comuni limitrofi.

### Punta Campanella
Il Centro di Recupero di Punta Campanella è un importante presidio sulla costa campana per la conservazione delle tartarughe marine. Si occupa della cura e riabilitazione degli animali in difficoltà o vittime di incidenti con attrezzi da pesca e collisioni con i motoscafi, e del loro rilascio a mare una volta guariti. Il Centro è situato nel piccolo borgo di S. Maria Annunziata a Massa Lubrense, nell'Area Marina Protetta Punta Campanella; è operativo tutto l'anno e si avvale di uno staff costituito da un medico veterinario, un biologo e un naturalista coadiuvati da volontari.

### Riccione
L'Ospedale delle Tartarughe della Fondazione Cetacea, uno dei maggiori centri di recupero in Italia per le tartarughe in difficoltà, rappresenta da vent'anni un punto di riferimento importante per l'area costiera dell'alto Adriatico. Nel periodo 1986-2004 sono stati rilasciati - previa marcatura e dopo un periodo di degenza - quasi 180 esemplari di Caretta caretta. Grazie alla collaborazione con la Facoltà di Medicina Veterinaria dell'Università di Bologna, gli esemplari ospedalizzati sono seguiti da un'équipe veterinaria e sistematicamente sottoposti ad analisi del sangue, radiografie e T.A.C. Tutte le tartarughe curate vengono marcate e successivamente restituite al mare con alla collaborazione della Capitaneria di Porto e Guardia di Finanza.

### Salento
Il Centro di Recupero per le Tartarughe Marine del Salento si trova nel Parco Naturale Regionale Bosco e Paludi di Rauccio, all'interno dell'omonima Masseria. Rappresenta un riferimento molto importante per l'intera zona e collabora con le Riserve ed Aree Marine Protette di Torre Guaceto (BR) e Porto Cesareo (LE), con le Università di Lecce (facoltà di Biologia) e di Bari (facoltà di Veterinaria), con le Associazioni di protezione dell'ambiente e di subacquea, oltre che con i tantissimi appassionati di natura, tra i quali molti pescatori. Il Centro coordina oltre 30 stazioni costiere che effettuano, in tempi strettissimi, il recupero delle tartarughe in difficoltà. Tutte le attività sono svolte cooperando con il Corpo Forestale dello Stato e la Capitaneria di Porto.

### Talamone
Il Centro di Recupero di Talamone è un importante presidio sulla costa toscana per la conservazione delle tartarughe marine. Si occupa della cura degli animali in difficoltà o vittime di incidenti con attrezzi da pesca e collisioni con i motoscafi, e del loro rilascio a mare una volta guariti, lungo il tratto costiero della Provincia di Grosseto che va da Follonica fino a Capalbio, comprese le isole del Giglio, Giannutri e Montecristo. Il Centro è operativo tutto l'anno e si avvale di uno staff costituito da un medico veterinario, un ecologo, un tecnico e diversi operatori volontari specializzati. Il Centro di Talamone è stato realizzato nell'ambito del Progetto Tartanet, finanziato dalla Commissione Europea attraverso il programma LIFE Natura e sostenuto dall'Ente Parco Regionale della Maremma, dalla Provincia di Grosseto e dai comuni di Orbetello, Magliano in Toscana e Grosseto. Il Centro si trova all'interno del Palazzo dei Pubblici Servizi di Talamone, che è anche sede dell'Acquario della Laguna di Orbetello e del Museo della Pesca lagunare, del centro informazioni e biglietteria del Parco Naturale della Maremma.